# 李元曉
李元晓（約628年左右—676年），唐高祖李淵第二十一子，母魯才人。

## 生平
生年不详，从异母兄李元祥生年推断，当在626年或之后，亦曾有傳其為628年出生。631年，封密王。635年、任虢州刺史。640年，受实封八百户。649年，加增实封千户，转任泽州刺史。653年、任宣州刺史，後转任徐州刺史。676年去世，追贈司徒、揚州都督，陪葬献陵，谥号貞。子南安王李穎袭位。另一子李亮。

## 家庭

### 母
- 魯才人，唐朝才人为二十七世妇（婕妤、美人、才人），才人九人，正五品

### 后嗣
- 子：李颖，嗣爵，为南安王。李颖死后，子李勖嗣南安王，早薨。
- 子：李亮，李颖弟，神龙初年，以李亮养子李昙嗣密王。
- 开元五年，唐玄宗下诏李元晓再从孙东莞郡公李彻嗣爵，改封濮阳郡王，李彻历任宗正卿、金紫光禄大夫。

## 传記資料
- 《旧唐書》卷六十四 列传第十四「密王元晓传」
- 《新唐書》卷七十九 列传第四「密王元晓传」